# Mönchdorf
Mönchdorf ist ein Straßendorf und eine Katastralgemeinde im Südwesten der Marktgemeinde Königswiesen im Bezirk Freistadt im Mühlviertel.

## Geschichte
Urkundlich erfolgte 1141 eine Schenkung des damals unbesiedelten Gebietes durch Otto von Machland an das Kloster Baumgartenberg. Der Sitz einer Grangie dieses Zisterzienserklosters war wohl namensgebend für den Ort. Der Ort wurde um 1300 mit der Person des „Alber von Munichdorf“ erstmals urkundlich genannt. Bei einem der Hussiteneinfälle ins Mühlviertel wurde Mönchdorf im Jahr 1428 und möglicherweise auch 1432 zerstört. 1449 wurde urkundlich eine Vogtei der Herrschaft Ruttenstein über den Ort genannt.

## Verbauung
Dreiseit-, Vierseit- und Einspringerhöfe. Massive Veränderung der Verbauung im 20. Jahrhundert.

## Kultur und Sehenswürdigkeiten
- Katholische Pfarrkirche Mönchdorf hl. Katharina
- Gotische Tabernakelsäule